# El protegido
El protegido  (título original: Unbreakable) es una película estadounidense del año 2000 de suspenso psicológico y superhéroes, escrita y dirigida por M. Night Shyamalan y protagonizada por Bruce Willis, Samuel L. Jackson y Robin Wright. Es parte de la trilogía Unbreakable(saga).

## Sinopsis
La película comienza con un flashback en el año 1961, en el que se muestra el nacimiento de Elijah Price, un bebé afroamericano que presenta algo inusual: el médico observa que tiene osteogénesis imperfecta o, en términos simples, «huesos de cristal». Su madre, ante esta revelación, llora amargamente.
En la actualidad, David Dunn (Bruce Willis) es un guardia de seguridad de 40 años de edad que vive separado del mundo, triste y sin vocaciones, profundamente distanciado de su mujer (Robin Wright), quien sospecha que él la engaña con otra mujer y de su hijo pequeño (Spencer Treat Clark), al que conoce menos de lo que le gustaría. Un día, viajando en un tren que cruza Filadelfia para buscar otro trabajo, ocurre un accidente: el tren se descarrila y sus vagones quedan destrozados, aplastados y esparcidos en pedazos varios metros a la redonda. Más tarde, se hace pública una sorprendente noticia: solo una persona ha sobrevivido a este suceso y por algún motivo desconocido, no tiene una sola herida. Esta persona es David Dunn.
Elijah (Samuel L. Jackson) sufre una peligrosa enfermedad que provoca que se debiliten sus huesos y articulaciones, hace que su esqueleto sea extremadamente frágil y algo deforme, no puede caminar bien. Después de haber pasado un tercio de su vida en camas de hospitales, Elijah se interesó en los cómics de superhéroes (un regalo que su madre ofreció como pretexto para que él se atreviera a moverse, salir de casa y pueda escapar de su mundo de miedos) e hizo de los cómics su pasión, y esa pasión le llevó a creer en un equilibrio universal relacionado con ellos. 
La teoría de Elijah es que, si en el mundo existe una persona tan frágil y maltrecha como él, también debe existir otra que sea diametralmente opuesta: fuerte, sana e irrompible, alguien que haya sido enviado sin saberlo para proteger a quienes le rodean. Creyendo firmemente en esto, Elijah estuvo siempre al tanto de las noticias de numerosas catástrofes, en espera de oír una descripción semejante de alguien, y finalmente sucedió: esa persona podría ser David.
David Dunn es un exmariscal de campo estrella del fútbol americano, ahora guardia de seguridad que vive con su esposa Audrey y su joven hijo Joseph, toma un tren a casa después de una entrevista de trabajo en la ciudad de Nueva York. El tren se estrella y mata a los otros 131 pasajeros. Es declarado el único superviviente, sin sufrir heridas en el hospital regresa a casa la misma noche. En el servicio conmemorativo de las víctimas del accidente, encuentra un sobre en el parabrisas de su auto estacionado en la calle, con una elegante tarjeta en el interior con el logotipo y la dirección de la galería de arte de Edición limitada de Elijah, donde él exhibe una impresionante colección de cómics que tiene desde hace muchos años, se encuentran y le pregunta si alguna vez ha estado enfermo. 
David y su hijo Joseph se encuentran con Elijah, quien le propone a David sobre su teoría de la infancia de los superhéroes de la vida real. David se inquieta y deja la tienda. Sin embargo, David siente curiosidad por sus poderes y al día siguiente comienza a levantar pesas en su casa, con su hijo Joseph al presionar unos 350 lb, muy por encima de lo que podía hacer antes. Joseph comienza a idolatrar al padre y cree que él es un superhéroe, aunque David todavía sostiene que él es simplemente "un hombre común".
David desafía nuevamente la teoría de Elijah en el estadio donde trabaja con un incidente de su infancia cuando casi se ahoga. Elijah sugiere que el incidente destaca la convención común según la cual los superhéroes a menudo tienen una debilidad. Sostiene que la debilidad de David podría ser el agua: es más fácil para él ahogarse, y tener más complicaciones al ahogarse que las personas normales. Cuando él sospecha en el estadio de cierto peligro, revisan en una puerta de entrada si los visitantes tienen armas y uno de ellos se aleja para evitar los controles, Elijah sorprendido le pide explicaciones sobre esta decisión de revisar a los visitantes, David responde que sospechaba del visitante vestido con una chaqueta militar y podía ver un arma oculta como una premonición, entonces Elijah sigue al visitante por la calle y al caer en una escalera puede ver el arma del visitante que se aleja, queda totalmente convencido de que David tiene poderes especiales como los de sus revistas de cómics. 
Mientras examinaba los restos almacenados del accidente del tren que sobrevivió, David recuerda el accidente automovilístico que terminó su carrera deportiva, recordando que no sufrió daños y arrancó una puerta del auto para salvar a Audrey. David usó el accidente como una excusa para dejar el fútbol porque a Audrey no le gustaba la violencia del deporte, se casa con ella y tienen un hijo, aunque su relación ahora es muy complicada y parecen estar al borde del divorcio, se muestra un drama en la relación de pareja y el esfuerzo para cuidar a su hijo Joseph, momentos de crisis económica, inseguridad en la pareja y finalmente logra un aumento en su trabajo por el pago de cada día de vigilancia, al enviar una carta preguntando a los administradores del estadio si algún día había faltado al trabajo por problemas de salud, entonces considera que podría obtener alguna ventaja de sus condiciones especiales y ayudar más a otras personas.
Bajo la influencia de Elijah, David se da cuenta ahora de lo que él pensaba era solamente un "instinto" natural para elegir personas peligrosas durante los controles de seguridad en su trabajo en el estadio, es en realidad una forma de percepción extrasensorial muy especial como parte de sus poderes sobrenaturales. Ahora, consciente y perfeccionando esta habilidad en su trabajo, David descubre que cuando entra en contacto con otras personas, puede vislumbrar los actos criminales cometidos en el pasado, toca y les da la mano siente lo que ocultan, han hecho durante muchos años y recientemente. A sugerencia de Elijah que aparentemente trata de ayudarlo, David se encuentra en medio de una multitud en la estación de la calle 30 de Filadelfia. Cuando varias personas se topan con él, siente los crímenes que perpetraron, como robo, asalto y violación, y encuentra uno en el que puede actuar en el futuro inmediato: un conserje sádico ha invadido la casa de una familia, mató al padre y ahora está reteniendo a la esposa y sus dos hijos cautivos en su casa. 
David sigue al conserje hasta la casa de las víctimas, libera a los niños y encuentra a su madre, pero el conserje lo embosca y empuja desde un balcón en el segundo piso hacia una piscina. David casi se ahoga porque no puede nadar bien y el agua es su debilidad, pero los niños liberados de la casa lo rescatan. Luego ataca al conserje por detrás y lo estrangula, mientras David permanece ileso por la gran resistencia física que tiene, pero descubre a la madre ya muerta cuando trata de liberarla y se retira de la casa en silencio. Esa noche, finalmente él y Audrey se reconcilian para salvar su matrimonio. A la mañana siguiente, David le muestra en secreto a Joseph un artículo periodístico sobre el acto heroico anónimo reportado a la policía por los niños liberados, con un boceto de David en el poncho de lluvia con capucha que usó mientras se enfrentaba al conserje. Joseph reconoce al héroe como su padre y promete guardar su secreto.
David se encuentra con Elijah nuevamente en la galería de arte donde se exhiben los cómics para contarle lo que ha pasado, le da la mano y descubre que él es un asesino por naturaleza, su maldad lo obliga a hacer cosas malas desde hace mucho tiempo, ataques contra la gente en las calles, actos de terrorismo, sabotaje y asesinatos en masa por su maldad natural, limitado solamente por su enfermedad y David es su opuesto, como lo había previsto Elijah anteriormente, es bondadoso, trata de ayudar a los demás, evita que se cometan atentados contra la gente, se preocupa por la seguridad de otras personas y David se aleja de él para siempre.

## Reparto
- Bruce Willis como David Dunn.
- Samuel L. Jackson como Elijah Price.
- Robin Wright como Audrey Dunn.
- Spencer Treat Clark como Joseph Dunn.
- Charlayne Woodard como Señora Price.
- Eamonn Walker como Doctor Mathison.
- M. Night Shyamalan como Traficante de drogas.

## Comentarios
- Esta película fue ideada en un primer momento como una trilogía, titulándose sus secuelas Breakable (Rompible), Broken (Roto) y Glass (Cristal). Una segunda parte se estrenó finalmente en 2016 con el título de Split  (Fragmentado o Múltiple), mientras que la tercera parte, Glass, se estrenó en el año 2019.

- En el comentario de la película que ofrece el director en el DVD, él mismo declara estar escribiendo una película basada en un cómic con tres partes (el nacimiento del superhéroe, sus peripecias luchando contra el mal, y por último el gran combate contra su archienemigo). Finalmente encontró mucho más interesante la parte del nacimiento que el resto. En septiembre de 2010, Shyamalan reveló que el segundo villano planificado para la primera película se trasladó a la secuela planeada, siendo Kevin Wendell Crumb.

- En la película hay un cameo del personaje Kevin Wendell Crumb, cuando David comienza a desarrollar sus poderes de tener visiones, en el estadio donde trabaja como seguridad comienza a rozarse con varias personas y toca a una mujer que lleva de la mano a un niño y escucha gritos de la mujer, y la voz del niño como un eco que forma varias voces.

- En la película hay un cameo del director M. Night Shyamalan. Este aparece caracterizado como un asistente al estadio donde trabaja el personaje de Bruce Willis y es, precisamente, cacheado por su personaje por haber sospechas de que trafica con drogas.

- La película está rodada en un sentido que imita las viñetas de un cómic, pues a menudo los personajes y sus escenas se ven enmarcados por elementos poligonales como marcos o paredes. Algunos ejemplos pueden ser la escena inicial con los asientos del tren, las puertas y ventanas de la galería de arte de Elijah (Jackson) y la escena en que David (Willis) registra la parte superior de su armario para inspeccionar su pistola. Para el personaje de "Glass" ("Sr. Cristal") el director hace en varias ocasiones un reflejo en elementos de vidro, como espejos, una pantalla de televisión, etcétera.

- La mayoría de "villanos" o personajes importantes que David (Willis) conoce en la película se caracterizan por llevar una prenda de color llamativo que resalta en las "visiones" del protagonista, que poseen menos color. Elijah (Jackson) destaca por su camisa púrpura, mientras que el personaje de Shyamalan destaca por la azul. En el gran vestíbulo, David "detecta" a tres delincuentes de rojo, verde y amarillo, y al final sigue a uno más sanguinario que el resto, que viste de naranja. Como curiosidad, la banda sonora de James Newton Howard dedica una canción a este personaje, titulada "The Orange Man".

## Secuelas
En la secuela de El protegido, Split (2017), se presenta a «La bestia», el enemigo que Dunn tiene que cazar en la tercera película de la serie, Glass, estrenada en enero de 2019. Un presagio a este enfrentamiento se puede apreciar en una escena: en la portada de un cómic se presenta a un héroe, vestido de verde (haciendo referencia a David) haciendo frente a un villano vestido de amarillo con un aspecto de animal o una bestia (haciendo referencia a Kevin o «La bestia», de Split, quien usa el amarillo en su vestimenta).